# Rudolf Pinker (Lepidopterologe)
Rudolf Pinker (* 7. September 1905 in Wien; † 14. März 1987 ebenda) war ein österreichischer Ingenieur und Lepidopterologe (Schmetterlingskundler).

## Leben
Der Vater Pinkers war Elektroingenieur, leitete verschiedene Elektro-Werke und wurde mehrfach versetzt. Dies hatte zur Folge, dass der junge Pinker oft den Wohnort wechseln musste, u. a. ging er in Wien zur Schule. Schon von Kindheit an interessierte er sich für Insekten. Nach der Matura besuchte er die Technische Hochschule Wien. Das Studium beendete er als Diplom-Ingenieur in der Fachrichtung Vermessungswesen. In Wien begann Pinker, systematisch Schmetterlinge zu sammeln. Schon sein Großvater, der ebenfalls den Namen Rudolf Pinker trug, war bereits entomologisch tätig. Da dieser jedoch Käfer (Coleoptera) sammelte und der Enkel nicht mit ihm konkurrieren wollte, beschäftigte er sich mit Schmetterlingen. Für Lichtfänge benutzte er anfänglich Benzinlampen. Um Sammelreisen ins Ausland finanzieren zu können verlegte er sich auch auf den Verkauf von Zuchtmaterial seltener Arten. Während des Zweiten Weltkriegs wurde Pinker zu Landvermessungen in unterschiedlichen Gebieten eingesetzt, u. a. in Berlin, Griechenland, Russland und Frankreich, wo er Charles Boursin kennenlernte, der Teile seiner Ausbeute bestimmte. Er war in diesen schweren Zeiten weiterhin entomologisch tätig und führte z. B. Lichtfänge mit Trockenbatterien als Energiequelle durch. Am 9. April 1940 beantragte er die Aufnahme in die NSDAP und wurde zum 1. Juli desselben Jahres aufgenommen (Mitgliedsnummer 8.114.157). Nach dem Krieg unternahm er viele Sammelreisen, wobei die Kanarischen Inseln ein besonderer Schwerpunkt wurden, die er 26-mal bereiste.
Pinker war Ehrenmitglied im Österreichischen Entomologen Verein sowie
Korrespondierendes Mitglied des Wiener Naturhistorischen Museums. In diesem Museum wird auch der größte Teil seiner Schmetterlingssammlung aufbewahrt. Er führte auch eine umfangreiche wissenschaftliche Korrespondenz mit Entomologen im In- und Ausland, veröffentlichte zahlreiche Publikationen und beschrieb neue Taxa.

## Schriften (Auswahl)
- Erkenntnisse, gewonnen bei Beobachtungen mazedonischer Psychiden. Fragments balcanica, 25, 1956, S. 201–205
- Interessante und neue Funde und Erkenntnisse für die Lepidopterenfauna der Kanaren. I. (Fortsetzung und Schluss aus dem 46. Jg. 1961). Zeitschrift der Wiener Entomologischen Gesellschaft 47 (11), 1962, S. 169–179
- Interessante und neue Funde und Erkenntnisse für die Lepidopterenfauna der Kanaren. II. Zeitschrift der Wiener Entomologischen Gesellschaft 47, 1963, S. 183–190
- Interessante und neue Funde und Erkenntnisse für die Lepidopterenfauna der Kanaren. III. Zeitschrift der Wiener Entomologischen Gesellschaft 50 (11), 1965, S. 153–167
- Interessante und neue Funde und Erkenntnisse für die Lepidopterenfauna der Kanaren. IV. Zeitschrift der Wiener Entomologischen Gesellschaft 53 (7-12), 1969, S. 65–93
- Zwei neue Noctuen aus Kleinasien (Lep., Noctuidae). Zeitschrift der Arbeitsgemeinschaft der Österreichischen Entomologen 24 (3), 1972, S. 111–112
- Interessante und neue Funde und Erkenntnisse für die Lepidopterenfauna der Kanaren. V. Zeitschrift der Arbeitsgemeinschaft der Österreichischen Entomologen 25 (1-2), 1974, S. 2–11
- Über eine für Europa neue Noctuide. Zeitschrift der Arbeitsgemeinschaft der Österreichischen Entomologen 27 (3-4), 1975, S. 71–72

## Nach Pinker benannte Taxa (Auswahl)
Mehrere Schmetterlingsarten und Unterarten wurden zu Ehren von Pinker benannt. Dazu gehören:
- Atethmia pinkeri Boursin, 1970
- Coniopteryx pinkeri H. Aspöck & U. Aspöck, 1965
- Dahlica pinkeri (Sieder, 1964)
- Eupithecia pinkeri Mironov, 1991
- Mesapamea pinkeri Bacallado, 1973
- Nyctobrya pinkeri Behounek & Speidel, 2013
- Stenoptilia pinkeri Arenberger, 1984
- Victrix pinkeri Hacker & Lödl, 1988[5]

Der Käfer Pinkers Flinkläufer  (Trechus pinkeri) wurde seinem Großvater gewidmet.